# Schutte Body Corporation
Die Charles Schutte Body Company, später umbenannt in Schutte Body Corporation, war ein US-amerikanischer Hersteller von Nutzfahrzeug- und Automobilkarosserien, der in der Zeit zwischen den Weltkriegen auch individuelle Aufbauten für Oberklassefahrzeuge vornehmlich amerikanischer Herkunft fertigte. Das Unternehmen war Lieferant von Werkskarosserien für Argonne und Duesenberg. 1926 stand es als Teil einer gescheiterten Fusion in der öffentlichen Aufmerksamkeit.

## Unternehmensgeschichte
Die Charles Schutte Body Company wurde 1910 von Charles Edward Schutte in Lancaster (Pennsylvania) gegründet und stellte zunächst Aufbauten für Nutzfahrzeuge her, darunter auch für Omnibusse. Charles E. war eines von vier Kindern von Charles Calvin Schutte (1857–?) und Stella Selinda geb. Steele (1866–?)
Möglicherweise war das Unternehmen eine Reorganisation des väterlichen Wagenbaubetriebs. Die ältesten bekannten PKW-Karosserien von Schutte sind ein früher Saxon-Kleinwagen (die Marke produzierte ab 1913) und ein Cadillac Thirty von 1914 mit einer Schutte-typischen, sehr kantigen Frontgestaltung. Beide Aufbauten wurden als Military Sport Roadster bezeichnet; dies scheint eine frühe Spezialität des Unternehmens gewesen zu sein. Die Karosserie wird beschrieben als „attraktiv aber minimalistisch“. Der Kunde für den Saxon war ein Sergeant Gandy vom United States Marine Corps. Schutte bewarb den Karosserietyp als beliebt bei Offizieren; die Fahrzeuge waren sehr gut verarbeitet und komfortabel.
1918 entstand ein Roadster-Aufbau für den Prototyp des Argonne. Der Aufbau bestand aus Aluminiumblech. Eine Besonderheit waren „Motorrad-Kotflügel“ vorn, die beim Lenken mit drehten. Auch einige der späteren Serienaufbauten der vielversprechenden Marke aus Jersey City (New Jersey) werden Schutte zugeschrieben.

### Katalog-Karosserien
Eine abschließende Liste von Fahrgestellen mit Schutte-Karosserien ist schwierig zu erstellen. Eine Besonderheit des Herstellers war es, insbesondere offene Karosserien „für jedes Fahrgestell“ anzubieten.
1919 waren unter anderem ein Type T-70, Turtle Deck Model oder S-50, Special Turtle Deck Model gelistet. „Turtle“ (Schildkröte) bezog sich auf das gerundete Heck. Beim S-50 enthielt es das Reserverad. Wer darauf verzichtete, dieses im Heck mitzuführen (in Frage kam ja auch die seitliche Montage am Fahrzeug), der konnte stattdessen auch ein Verdeck bestellen, das in geöffnetem Zustand auf dem Heck auflag.
Das Unternehmen mag sich zunächst auf solche offene Aufbauten spezialisiert zu haben, später wurde es aber eher bekannt für seine konservativen Limousinen mit opulenten Innenausstattungen im Rokoko-Stil, samt handgearbeiteten Schnitzereien und Polsterstoffen mit Blumendekor.

### Schutte-Kühlermaske und Motorhaube
Wenn ein Kunde eine Sonderkarosserie bestellte, war das übliche Vorgehen, dass der Autohersteller dem Karosseriebauer ein Running Chassis lieferte. Dieses bestand, je nach Hersteller, aus dem theoretisch fahrbaren Fahrgestell mit Antrieb und Rädern, dem Kühler mit Maske, Blechpressteilen für Motorhaube und Kotflügel und Trittbrettern. Zum Lieferumfang gehörten oft auch Armaturenbrett, Scheinwerfer, Lampen und Beschläge. Bei Schutte erhielt der Kunde den gewünschten Aufbau dazu, konnte aber zusätzlich auch weitergehende Modifikationen ordern. So gab es eine hauseigene Kühlermaske nach eigenem Design und dazu die entsprechend angepasste Motorhaube. Die Schutte-Front erinnerte stark an Rolls-Royce-Fahrzeuge. Sie war natürlich auch für Katalogkarosserien erhältlich. Es scheint, dass das Unternehmen diese Umgestaltung schon sehr früh anbot; der eingangs erwähnte Cadillac von 1914 war bereits so ausgeführt.
Weiter nahm Schutte auf Wunsch auch technische Anpassungen vor. Dazu gehörten auch so massive Eingriffe wie die Veränderung des Radstands, wofür die Fahrgestell-Hauptträger durchtrennt werden müssen.

### Schutte Wheel Discs
Ebenfalls schon früh vertrieb Schutte auch eine eigene Linie von Radabdeckungen, die auch an vielen der selber karossierten Fahrzeuge verwendet wurden und sich auch auf Anzeigenillustrationen finden. Diese Radabdeckungen waren in den frühen 1920er Jahren recht beliebt, obwohl sie mit US$ 75,- für einen Satz von 4 Stück sehr teuer waren. Üblicherweise wurden diese Scheiben vor dem Rad auf die Radnabe gesteckt. Die Befestigung erfolgte mit dem Radverschluss. Sie funktionierte normalerweise mit der serienmäßigen Radbefestigung wie auch mit Zentralverschluss. Schutte verwendete in der Produktion 22-Gauge-Stahl, die großen Zierdeckel bestanden aus Aluminiumguss. Die Abdeckungen waren sowohl für Artillerie- wie Drahtspeichenräder geeignet. Zusätzliche Abdeckungen waren für US$ 15,- erhältlich; in vernickelter Ausführung kosteten sie US$ 20,- pro Stück und lackiert US$ 25,-. Zeitweise scheinen sie einen beträchtlichen Teil des Umsatzes ausgemacht zu haben.

### Werk- und Sonderkarosserien
Wenn ein Kunde konkretes Interesse zeigte, wurde ihm ein in Leder gebundenes Portfolio vorgelegt, das neben dem Schutte-Schriftzug auch den Namen des Kunden in goldenen Lettern trug. Es enthielt Vorschläge an Beispielen auf Fahrgestellen von Hispano-Suiza, Duesenberg, Rolls-Royce, Stevens-Duryea und Cadillac. Nicht für alle diese Marken scheinen Schutte-Karosserien ausgeführt worden zu sein. Erwiesen ist dies, wie gesehen, bei Cadillac. Für den Duesenberg Model A scheint Schutte Werkskarosserien beigesteuert zu haben; das Unternehmen lieferte jedenfalls kleine Serien von geschlossenen Aufbauten. Vermerkt werden Sedan und Coupés. Zeitgenössische Aufnahmen zeigen mehrere angeblich von Schutte aufgebaute Duesenberg Model A: Ein auf 1922 datierter, vierfenstriger Sedan oder Sport Sedan mit verkürztem Fond, schräg gestellter Frontscheibe, gepolstertem Dach und Sturmbügeln, eine elegante Chauffeurlimousine auf langem Radstand und ein vier- bis fünfsitziges Opera Coupé von 1926. Dabei könnte es sich um einen Brougham handeln, wie er 1924 als Werkskarosserie gelistet ist; diese Begriffe bezeichnen sehr ähnliche Fahrzeugkonzepte.
Auf einem Fahrgestell Bentley 6 ½ Litre entstand ein Saloon. Die Aufbauten für Argonne wurden bereits erwähnt. Daneben wurden auch Fahrgestelle von Franklin, Locomobile, Marmon, Oldsmobile, Packard, Peerless und Pierce-Arrow eingekleidet. Von letzterem ist ein Dual Cowl Phaeton auf einem überlangen Fahrgestell mit 156 Zoll (3962 mm) Radstand aus dem Jahr 1922 überliefert. Das Fahrzeug mit den Dimensionen eines kleineren LKW hatte Trittbretter mit Schachbrettmuster, einen Höhenmesser und einen Eiswasserspender. Der älteste bekannte Aufbau für Cadillac ist der genannte Roadster von 1914. Bekannt sind ein weiterer von 1921 sowie ein sechssitziger Touring von 1925 und eine Chauffeurlimousine von 1926. Die beiden letzteren erhielten offenbar auch Schuttes Behandlung der Fahrzeugfront im Rolls-Royce-Stil sowie modische, fassförmige Springfield-Scheinwerfer. Hingegen dürfte es sich bei einem ebenfalls in Zusammenhang mit Schutte genannten Rolls-Royce Phantom II um einen Irrtum handeln: Der Phantom II erschien erst drei Jahre nach dem Ende der Schutte Body Corporation, und die vermerkte Fahrgestellnummer 127XJ gehört zu einem 1929 bei D’Ieteren nach Entwürfen von Hibbard & Darrin gebauten, viertürigen  Imperial Cabriolet. Eine mögliche Ursache dafür könnte eine Verwechslung mit Robert Schuette gewesen sein, der bis 1925 oder 1926 eine Vertretung für Rolls-Royce in Manhattan führte.

### DerSchutte Special
Charles Schutte ließ 1921 einen Sportwagen für sich bauen, der wegen seiner puristischen Form praktisch ohne Karosserie und seiner extravaganten Details beträchtliches Aufsehen erregte. Der Sportwagen im Stil früherer Speedster hatte keine Türen, eine minimale Karosserie, einen fassförmigen Tank hinter den Sitzen und ein senkrecht angebrachtes Reserverad im Heck. Die Karosserie bestand nur aus Motorhaube, Kotflügeln, der Abdeckung der Chassis-Längsträger und einer Art Gepäckabteil im Heck. Wahrscheinlich enthielt es vollständig abnehmbares Zubehör des Fahrzeugs. Dazu gehörten das Verdeck, eine faltbare Windschutzscheibe zur Befestigung an der Lenksäule und zwei Notsitze, die neben dem Tank und quer zur Fahrtrichtung installiert werden konnten.
Besondere Designelemente waren je vier runde Lufteinlässe auf jeder Seite der Motorhaube und die Verkleidung der frei stehenden Sitzschalen mit geflochtenem Bast. Auch hier wurden die hauseigenen Radabdeckungen verwendet.
Es ist nicht bekannt, welches Fahrgestell verwendet wurde. Angetrieben wurde der Schutte Special von einem Rochester-Duesenberg Vierzylinder-Reihenmotor mit angeblich 103 bhp (76,8 kW) Leistung.

### August Duesenbergs Roadster
Von August S. Duesenberg ist bekannt, dass er eines der letzten gebauten Model A fuhr. Das Fahrzeug mit der Fahrgestellnummer D61S wurde 1926 von Schutte als Roadster karossiert. Das Einzelstück auf einem verlängerten Chassis wurde von Duesenberg offenbar auch als Versuchsträger für neue Ideen genutzt. Es war bei seinem Tod 1955 immer noch in seinem Besitz und existiert bis heute.

### Taxis und Flugzeugrümpfe
Schutte lieferte Aufbauten für Nutzfahrzeuge, Omnibusse und regionale Taxibetreiber. Es war zu dieser Zeit nicht ungewöhnlich, dass Taxibetreiber ihre Fahrzeuge herstellen ließen; diese trugen oft als Markennamen jenen der Betreibergesellschaft, und Kooperationen zwischen Autobauern und Serienkarosserieherstellern analog der PKW-Produktion waren ebenfalls üblich.
Das Fachmagazin Aerial Age Weekly berichtete in seiner Ausgabe vom 13. Juni 1921, dass Schutte auch Flugzeugrümpfe für die Curtiss JN-4 „Jenny“ und andere kleinere Flugzeuge herstellte oder modifizierte.

### Fehlgeschlagene Übernahme und Ende
Im Sommer 1926 bemühte sich die Schutte Body Corporation um die Übernahme der Blue Ribbon Body Corporation in Bridgeport (Connecticut). Das war ein 1907 gegründetes, sehr angesehenes Unternehmen, das Werkskarosserien für Porter und Locomobile hergestellt hatte. Blue Ribbon war auch ein bekannter Anbieter von Ambulanzen und Bestattungsfahrzeugen, die als Assembled vehicle mit Fahrgestellen verschiedener Hersteller angeboten wurden, so von Cadillac, Packard, Willys-Knight und anderen. Neben Nutzfahrzeugaufbauten entstanden auch Sonderkarosserien für Cadillac, Franklin, Hupmobile und Packard. Mit der Lieferung der Karosserien für das 1924–1925 in New York City hergestellte Traveler-Taxi der Taxicab Manufacturing Company war Blue Ribbon zudem ein Mitbewerber in diesem Markt.
Geplant war, dass eine neue Gesellschaft die Nachfolgerin sowohl von Schutte wie von Blue Ribbon werden sollte. Die freundliche Übernahme war weit gediehen, ein Kaufpreis vereinbart und mit der Schutte-Blue Ribbon Body Company auch das Nachfolgeunternehmen bereits eingerichtet als das Vorhaben juristisch gestoppt wurde. Vier kleinere Anlegen von Schutte hatten erfahren, dass die Schutte-Anlagen in Lancaster stillgelegt und die Produktion in Bridgeport konzentriert werden sollte. Darin sahen sie eine Gefährdung ihrer Investitionen im Umfang von US$ 200.000,-. Über ihren Anwalt schalteten sie das Pennsylvania Department of Banking ein. Die Konsequenzen waren schwerwiegend. Weil der Staat Pennsylvania der Schutte Body Corporation bereits im Vorjahr aufgrund von Unregelmäßigkeiten die Erlaubnis entzogen hatte, Aktien auszugeben, sah man durch die Übernahme und Reorganisation einen Verstoß gegen das Aktienrecht des Bundesstaats als gegeben. Dies führte zur Verhaftung von Charles E. Schutte und dem Finanzvorstand, George Fritsch und zu einer Anklage wegen Aktienbetrug. Ob es zu einer Verurteilung kam, ist unklar. Die Presseberichterstattung führte aber dazu, dass nicht nur die Übernahme scheiterte; innert weniger Monate musste die Schutte Body Corporation schließen. Charles Schutte übte danach weitere Tätigkeiten in der Automobilindustrie aus und hielt mehrere Patente in seinem Fachbereich.
Die Anlagen in Bridgeport wurden von Blue Ribbon genutzt, waren aber zu groß. 1927 war mit der Holbrook-Brewster Corporation ein Sonderkarosseriebauer eingemietet. Diese Kooperation von H. F. Holbrook (von der Holbrook Company) und Henry Brewster (von Brewster & Co.) scheiterte bereits ein Jahr später nach nur acht bis zehn hergestellten Aufbauten, darunter mindestens ein Bugatti respektive Mercedes-Benz.
Blue Ribbon baute bis 1930 einige Kranken- und Bestattungswagen und wurde danach verkauft. Das Unternehmen bestand bis Ende der 1940er Jahre als Werkstätte Blue Ribbon Garage.

## Schutte heute
Mehrere Fahrzeuge mit Schutte-Karosserie existieren noch. Der eingangs erwähnte Cadillac Thirty von 1914 ist das älteste bekannte Exemplar. Es hat die Fahrgestellnummer E4347 und ist das einzige bekannte Fahrzeug mit Military Sport Roadster-Karosserie. Es war fast 100 Jahre im Besitz der gleichen Familie. 2013 erzielte es bei einer Auktion von RM Sotheby’s anlässlich des Concours d’Elegance St John’s einen Preis von US$ 110.000,-. Das prominenteste erhaltene Fahrzeug ist zweifellos der Duesenberg-Roadster aus August Duesenbergs Nachlass.